# In This Life
"In This life" é o primeiro single de Delta Goodrem em seu terceiro álbum de estúdio, Delta. O single foi escolhido para abrir o cd e fez bastante sucesso de críticas e é claro, nas paradas.

## Faixas
CD single Padrão
1. "In This life"
2. "In This life" (Acoustic)
3. "Take me home" (Inédita)

## Desempenho nas paradas
| Top (2007/2008)                           | Melhor posição |
| ----------------------------------------- | -------------- |
| Austrália - Australian ARIA Singles Chart | 1              |
| Estados Unidos - Billboard Pop 100        | 58             |